# Emilio Larrosa
Emilio Larrosa Irigoyen est un producteur de télévision mexicain.

## Telenovelas

### Producteur exécutif
- 1986-1987 : El camino secreto (Televisa)
- 1991 : Al filo de la muerte (Televisa)
- 1991-1992 : Muchachitas (Televisa)
- 1992-1993 : Mágica juventud (Televisa)
- 1993-1994 : Dos mujeres, un camino (Televisa)
- 1994-1995 : Volver a empezar (Televisa)
- 1995-1996 : El premio mayor (Televisa)
- 1996-1997 : Tú y yo (Televisa)
- 1997 : Salud dinero y amor (Televisa)
- 1999 : Soñadoras (Televisa)
- 1999-2000 : Mujeres engañadas (Televisa)
- 2001 : Amigas y rivales (Televisa)
- 2002-2003 : Las vías del amor (Televisa)
- 2004-2005 : Mujer de madera (Televisa)
- 2006 : La verdad oculta (Televisa)
- 2007 : Muchachitas como tú (Televisa)
- 2009-2010 : Hasta que el dinero nos separe (Televisa)
- 2011 : Dos hogares (Televisa)